# Turkmenistán
Turkmenistán (turkmensky Türkmenistan) je vnitrozemský stát ve Střední Asii, který na severozápadě sousedí s Kazachstánem, na severu, východě a severovýchodě s Uzbekistánem, na jihovýchodě s Afghánistánem, na jihu a jihozápadě s Íránem a na západě s Kaspickým mořem. Většinu nízkopoložené země pokrývá poušť Karakum, panuje zde chladné pouštní podnebí, které je silně kontinentální. Turkmenistán se dělí do pěti regionů, na ploše 491 000 km2 žije 7,1 milionu obyvatel, je tak 35. nejlidnatější zemí Asie a má nejnižší počet obyvatel ze středoasijských republik a zároveň je jedním z nejřidčeji osídlených států asijského kontinentu. Hlavním a největším městem je Ašchabad, mezi další velká města patří Türkmenabat, Daşoguz a Mary. Drtivá většina obyvatel jsou Turkmeni, největšími menšinami jsou Uzbeci, Rusové a Balúčové. Úředním jazykem je turkmenština, skoro všichni obyvatelé se hlásí k islámu.
Turkmenistán dlouho sloužil jako dopravní tepna několika říší a kultur, Merv je jedním z nejstarších měst-oáz ve Střední Asii a kdysi patřil k největším městům na světě. Byl také jedním z velkých měst islámského světa a důležitou zastávkou na Hedvábné stezce. Turkmenistán byl v roce 1881 anektován Ruským impériem a hrál významnou roli v protibolševickém hnutí ve Střední Asii. V roce 1925 se Turkmenistán stal součástí Sovětského svazu jako Turkmenská sovětská socialistická republika; po rozpadu Sovětského svazu v roce 1991 se stal nezávislým.
Od vyhlášení nezávislosti na Sovětském svazu v roce 1991 vládne v Turkmenistánu represivní totalitní režim: Do své smrti v roce 2006 vládl v Turkmenistánu doživotní prezident Saparmurat Nijazov (známý také jako „Turkmenbaši“ nebo  „otec Turkmenů“), v roce 2007 se stal prezidentem Gurbanguly Berdimuhamedow, který zvítězil v nedemokratických volbách (předtím byl viceprezidentem a poté úřadujícím prezidentem), a jeho syn Serdar, který zvítězil v následných prezidentských volbách v roce 2022, jež mezinárodní pozorovatelé označili za nesvobodné a nespravedlivé, a nyní se dělí o moc se svým otcem.
Turkmenistán je unitární prezidentskou republikou, hlavou státu je prezident, zákonodárným orgánem je jednokomorový Medžlis. Má ekonomiku s vyššími středními příjmy. Hospodářství je do značné míry závislé na vývozu zemního plynu, země má jeho páté největší zásoby na světě, dále na vývozu ropy a výrobků z ní, a v menší míře na bavlně, pšenici a textilu. Turkmenistán je široce kritizován za špatné dodržování lidských práv, zacházení s menšinami a nedostatek svobody tisku a náboženského vyznání. V indexu lidského rozvoje se země umístila na 94. místě na světě.  Turkmenistán se prohlašuje za neutrální stát v mezinárodních vztazích. Je členem Organizace spojených národů, Mezinárodní organizace turkické kultury a Organizace islámské spolupráce a přidruženým členem Světové obchodní organizace, Společenství nezávislých států a Organizace turkických států.

## Etymologie
Název Turkmenistánu (turkmensky Türkmenistan) lze rozdělit na dvě složky: etnonymum Türkmen a perskou příponu -stan, která znamená „místo“ nebo „země“. Název „ Turkmen“ pochází z turkmenštiny, plus sogdská přípona -men, což znamená „skoro Turci“, v odkazu na jejich postavení mimo turkický dynastický mytologický systém, někteří badatelé však tvrdí, že přípona je intenzifikátor, který mění význam slova Türkmen na „čistí Turci“ nebo „turečtí Turci“.
Muslimští kronikáři jako Ibn Kathir předpokládali, že etymologie Turkmenistánu pochází ze slov Türk a Iman (arabsky إيمان‎, „víra, přesvědčení“) v souvislosti s masovou konverzí dvou set tisíc domácností k islámu v roce 971.
Turkmenistán vyhlásil nezávislost na Sovětském svazu po referendu o nezávislosti v roce 1991. V důsledku toho byl 27. října téhož roku přijat ústavní zákon a článek 1 stanovil nový název státu: Turkmenistán (Türkmenistan / Түркменистан).

## Historie

### Historie do roku 1991

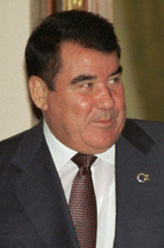
Saparmurat Nijazov (Turkmenbaši)

V 7. století př. n. l. bylo území součástí Baktrie. Od 3. století př. n. l. se stalo součástí Parthské říše. V 6. století připadlo území tureckému kaganátu. Od 8. století se do země postupně dostávali Arabové a začali šířit islám. Dnešní obyvatelé jsou potomky kočovných Turkmenů, kteří přišli v 11. století. Následné období je plné válek mezi jednotlivými kmeny o nadvládu nad územím. Turkmeni podnikali ještě v 19. století časté otrokářské nájezdy do šíitské Persie, otroky pak prodávali v Chivě a dalších středoasijských chanátech. Až do roku 1884, kdy území Turkmenů ovládlo carské Rusko, na severovýchodě Persie „strach z Turkmenů mařil veškeren obchod a ochromoval i orbu“.
V roce 1869 zabrali Rusové východní břeh Kaspického moře. Válka, kterou Turkmenové vedli proti carskému Rusku, trvala 30 let a stála život asi 15 000 Turkmenů. Jednou z rozhodujících byla bitva u Geok-Tepe v roce 1881. Na konci války Rusové ovládli celé území a přetvořili jej na ruský Turkestán. Území dnešního Turkmenistánu bylo na začátku 18. století nazýváno podle obyvatel „Zemí Turkmenů“ a jednalo se o oblast osídlení turkmenských rodů vymezenou na východě řekou Amudarjou, na západě Kaspickým mořem, na severu poloostrovem Mangyšlak a městem Chivou a na jihu turkmeno-chorazanskými horami. V době před postupným ovládnutím území dnešního Turkmenistánu na konci 19. století carským Ruskem patřily východní oblasti částečně k chivskému chanátu a částečně k bucharskému emirátu. Západní část dnešního Turkmenistánu nespadala pod žádnou administrativní kontrolu a jednalo se především o oblasti využívané pasteveckými nomády.
Během 1. světové války byly na území dnešního Turkmenistánu zajatecké tábory (Merv, Ašchabad a Ak-Tepe), ve kterých byli umístěni i zajatí Češi a Slováci.
Pod nadvládou carského Ruska zůstala země do bolševické revoluce v roce 1917. Turkmenistán vyhlásil nezávislost a začal bojovat proti bolševickému Rusku. Do Turkmenistánu byly poslány britské jednotky, které Turkmenům v boji pomáhaly. Avšak Britové své jednotky stáhli v roce 1920 a oslabení Turkmenové byli Rudou armádou poraženi. V roce 1924 vznikla na území Turkmenská sovětská socialistická republika.
Ozbrojený odpor trval do 30. let 20. století. Faktem ale je, že Turkmenistán byl poprvé ve své historii sjednocen. Do země začal pronikat evropský styl života. Turkmenové začali nosit evropské oblečení a osvojili si některé evropské vymoženosti. Byla zavedena elektřina či vodovod. Postavena železnice a silniční síť. SSSR potřeboval ze země vytvořit prosperující zemi. Při plánované válce se Západem chtěl ze střední Asie mít ekonomickou základnu, daleko od raket či letadel tzv. imperialistů. Ovšem odboj v Turkmenistánu nikdy úplně nepřestal.

### Po rozpadu SSSR
Snahy o sebeurčení a o samostatný stát se vyplnily v roce 1991, kdy se SSSR rozpadl na 15 nástupnických států. V témže roce se Turkmenistán stal členem Společenství nezávislých států. Vůdcem nově vzniklé republiky se stal Saparmurat Nijazov. Sám sebe představoval jako zastánce turkmenské kultury a muslimských tradic, avšak de facto se stal neomezeným vládcem země. Začal si říkat „Türkmenbaši“ (otec Turkmenů). Západ ho obviňoval z porušování lidských práv a vytváření kultu osobnosti. V roce 1999 mu byla potvrzena funkce prezidenta do konce jeho života. Nijazov zemřel 21. prosince 2006. Novým prezidentem se stal Gurbanguli Berdymuhamedov. Svého protivníka Ovezgelda Atayeva nechal vsadit do vazby. Ve volbách v únoru 2007 byl Berdymuhamedov zvolen 89 % voličů za prezidenta. Volby však byly mezinárodními pozorovateli označeny za nedemokratické. 27. září 2008 byla schválena nová ústava, která zrušila systém jedné strany a povolila volnou soutěž politických stran.
V únoru 2012 byl Berdymuhamedov zvolen na dalších pět let prezidentem. Berdymuhamedov získal 97 % hlasů a žádnému opozičnímu kandidátovi nebylo dovoleno kandidovat. V roce 2017 byl zvolen potřetí, když získal téměř 98 % hlasů.

## Státní symboly

### Vlajka
Turkmenská vlajka je tvořena zeleným listem, na něm se v žerďové části nalézá svislý pruh s kobercovým motivem, vedle něho nahoře je bílý půlměsíc a pět pěticípých hvězd.

### Znak
Turkmenský státní znak je emblém, tvořený zeleným osmiúhelníkem se zlatým okrajem, do něhož jsou vepsány dva soustředné kruhy, vnitřní světle modrý, vnější červený. Kruhy jsou zlatě lemovány. V modrém kruhu je Janardag – achaltekinský kůň prvního (a doživotního) turkmenského prezidenta Saparmurata Nijazova. V červeném mezikruží je umístěno pět základních kobercových vzorů. V zeleném poli je nahoře, nad kruhy, bílý půlměsíc s pěti pěticípými hvězdami, po stranách jsou dva zlaté, pšeničné klasy a dole je sedm bílých, otevřených tobolek bavlníku se zelenými lístky.

### Hymna
Turkmenskou hymnou je skladba Garaşsyz, Bitarap, Türkmenistanyň Döwlet Gimni (česky Národní hymna nezávislého svobodného Turkmenistánu), kterou složil Veli Mukhatov.

## Geografie

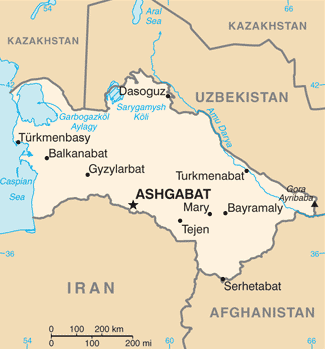
Mapa Turkmenistánu

Podnebí Turkmenistánu je silně kontinentální. Naprostou většinu země – asi 90 % – tvoří pouště a stepi, vodních ploch je zanedbatelné množství, obdělavatelná půda zaujímá asi 1,6 %. Většina země leží v nížinách, hory se vyskytují pouze na jihu země jako severní okraj Íránské vysočiny. Turkmenistán má velmi slabou říční síť – kromě Amudarji, v Afghánistánu pramenícího Murghabu a řeky Atrak, vlévající se do Kaspického moře, není v zemi větší řeky. Významný je proto Karakumský kanál, dokončený v roce 1988, který se táhne podél jižní hranice státu přes jeho hlavní město a v jeho nejvýchodnějším cípu se napojuje na řeku Amudarja. Tento uměle vybudovaný zavlažovací kanál, který znamená přísun vláhy pro zemědělství a pitné vody, spojuje většinu jižních měst a obcí Turkmenistánu a je podél něj vybudována hlavní tepna jinak sporé železniční sítě. Střední a severní část země, pokrytá pouštěmi, je prakticky bez měst a větších obcí. Ještě v 19. století byla velká část území Turkmenistánu neznámou a neprobádanou zemí, na mapách z této doby se objevují velké chyby a nepřesnosti – jsou zde zakreslovány neexistující řeky, nesprávně je zakreslován tok řek existujících a další. Některé nepřesnosti jdou ovšem na vrub geografickým změnám – především pobřeží Kaspického moře doznalo za posledních 200–300 let některé posuny (na místě dnešní osady Kjumiš-Tepe byl ostrov Kjumiš-Tepe, ostrov Ogurčinskij měl zcela jiné obrysy, z některých ostrovů se staly poloostrovy).

## Politický systém
Turkmenistán je prezidentská republika, zemi tedy vládne prezident, který vykonává funkci hlavy státu a hlavy vlády zároveň. Od roku 2022 je prezidentem Serdar Berdymuhamedov. Za vlády Saparmurata Nijazova, prvního prezidenta samostatného Turkmenistánu, fungoval systém jedné strany a v Parlamentu mohla být jen jedna strana. V září 2008 však Lidová rada jednomyslně přijala usnesení o přijetí nové ústavy. Ta vedla ke zrušení Rady a významnému zvýšení velikosti Parlamentu v prosinci 2008 a rovněž umožňuje vytváření více politických stran.

### Zahraniční vztahy
Prohlášení Turkmenistánu o „trvalé neutralitě“ bylo v roce 1995 formálně uznáno OSN. Saparmurat Nijazov prohlásil, že neutralita zabrání Turkmenistánu v účasti na mezinárodních obranných organizacích, ale umožní vojenskou pomoc. Neutrální zahraniční politika má v ústavě země významné místo. Turkmenistán udržuje diplomatické vztahy se 139 zeměmi. Nejdůležitějšími spojenci jsou Afghánistán, Arménie, Írán a Rusko.

### Lidská práva
Turkmenistán byl široce kritizován za porušování lidských práv a svým občanům nastavil přísná omezení na cesty do zahraničí. Problémem země je diskriminace menšin. Univerzity byly povzbuzovány k tomu, aby odmítaly uchazeče s ne-turkmenskými příjmeními, zejména etnické Rusy. Je také zakázáno vyučovat zvyky a jazyk Balúčů i Uzbeků, jejichž jazyk se dříve vyučoval na některých státních školách.
Podle Světového indexu svobody tisku z roku 2014 dle Reportérů bez hranic z roku 2014 měl Turkmenistán 3. nejhorší hodnotu svobody tisku na světě. V roce 2020 se index svobody tisku v Turkmenistánu snížil a Turkmenistán se umístil na 2. nejhorším místě, když nepředstihl pouze Severní Koreu.

## Administrativní dělení
Turkmenistán je rozdělen na 5 regionů - Ahal, Balkan, Dasoguz, Lebap a Mary. Každý region je rozdělen do okresů. V Turkmenistánu je 50 okresů, 24 měst, z toho 15 měst v celém obvodu, 76 vesnic a 553 venkovských rad (venkovských obecních jednotek) a 1903 venkovských osad.

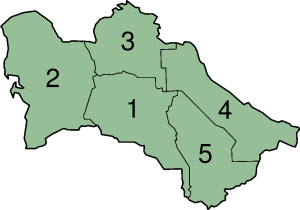
Mapa

Hlavním městem Turkmenistánu je Ašchabat , což je správní a územní jednotka s působností v celém regionu. Ašchabad se skládá ze 6 okresů: okres Bagtyyarlyk, okres Berkararlyk, okres Kopetdag, okres Archabil, okres Abadan a okres Rukhabat.
| Region            | Hlavní město | Velikost     | Na Mapě |
| ----------------- | ------------ | ------------ | ------- |
| Ahalský region    | Arkadag      | 97 260 km 2  | 1       |
| Ašchabad          | Ašchabad     | 260 km 2     | Není    |
| Balkanský region  | Balkanabat   | 139 300 km 2 | 2       |
| Daşoguzský region | Daşoguz      | 73 400 km 2  | 3       |
| Lebapský region   | Türkmenabat  | 93 700 km 2  | 4       |
| Maryský region    | Mary         | 87 200 km 2  | 5       |

## Ekonomika

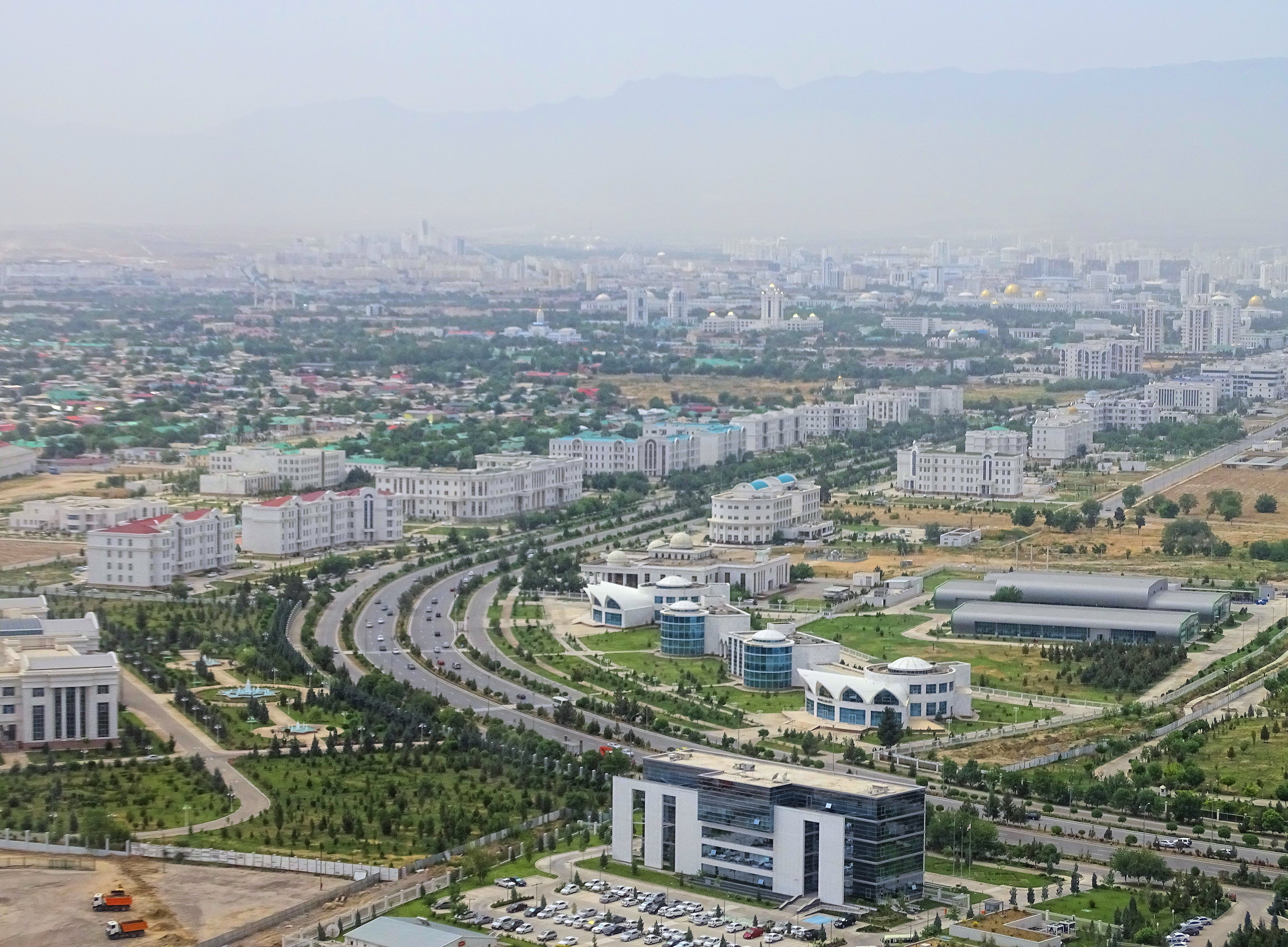
Hlavní město Ašchabad v roce 2015

Turkmenistán je zemědělsko-průmyslový stát. Tradice je v chovu dobytka (karakulské ovce, kozy, velbloudi). Průmysl je zaměřen na zpracování textilních plodin (bavlny a vlny) a zpracování nerostů a především fosilních paliv.

### Ropa a zemní plyn
Turkmenistán má značné zásoby ropy a zejména zemního plynu, o jehož vývozu a stavbě potřebného produktovodu v současné době jedná s Čínou. V těžbě zemního plynu zaujímá země 4. až 5. místo na světě. Většinu turkmenské ropy těží turkmenská státní společnost Türkmennebit z ropných polí u měst Balkanabat a Hazar poblíž Kaspického moře, které mají dohromady odhadovanou rezervu 700 milionů tun. Ropa je také prostřednictvím kanálů vyvážena tankery do Evropy přes Kaspické moře.

## Obyvatelstvo
Většinu obyvatel tvoří Turkmeni. Nejvýznamnějšími menšinami jsou Uzbeci a Rusové. Počet Rusů se kvůli emigraci a nízké porodnosti snížil z 18,6 % obyvatel v roce 1939 na 9,5 % v roce 1989 a na přibližně 4 % v roce 2003. Dalšími etniky jsou Kazaši, Tataři, Ukrajinci, Arméni, Balúčové a Kurdové.

### Náboženství
Dominantním náboženstvím v Turkmenistánu je islám, který vyznává 89 % obyvatel a pravoslavné křesťanství, které vyznává 9 % obyvatel.
Bývalý prezident Nijazov nařídil, aby se základy islámu učily ve školách. V náboženských třídách na školách a v mešitách se v arabštině učí o Koránu či o historii islámu.

## Kultura
Turkmeni byli tradičně kočovníci a jezdci na koních; ani dnes, po pádu Sovětského svazu nebyly pokusy o urbanizaci Turkmenů příliš úspěšné. Nikdy nevytvořili ucelený národ nebo etnickou skupinu, dokud z nich Josif Vissarionovič Stalin ve 30. letech 20. století nevytvořil jednotný národ. Turkmeni se dělí na klany a každý klan má svůj vlastní dialekt a styl oblékání.[237] Turkmeni jsou známí výrobou uzlíkových turkmenských koberců, na Západě často mylně nazývaných bucharské koberce. Jedná se o složité a barevné ručně vázané koberce, které pomáhají naznačit rozdíly mezi jednotlivými turkmenskými klany. Etnické skupiny v celém regionu staví jurty, kruhové domy s kopulovitou střechou, které jsou tvořeny dřevěnou konstrukcí pokrytou plstí z ovčích kůží nebo kůží jiných hospodářských zvířat. Koně hrají důležitou roli při různých rekreačních aktivitách v celém regionu, od koňských dostihů až po zápasy na koních, při nichž se zkušení jezdci snaží vyřadit své protivníky[238].
Turkmenští muži nosí tradiční klobouky telpek nebo „mekan telpek“, což jsou velké černé nebo bílé čepice z ovčí kůže. Tradiční mužský oděv se skládá z těchto vysokých huňatých klobouků z ovčí kůže a červeného roucha přes bílou košili. Ženy nosí dlouhé pytlovité šaty na úzkých kalhotách (kalhoty jsou u kotníků lemovány páskem s výšivkou). Ženské pokrývky hlavy obvykle tvoří stříbrné šperky. Náramky a brože jsou osázeny polodrahokamy.